# Patinação de velocidade em pista curta nos Jogos Olímpicos de Inverno de 2022 - 500 m masculino
A prova de 500 m masculino da patinação de velocidade em pista curta nos Jogos Olímpicos de Inverno de 2022 foi disputada no Ginásio Indoor da Capital, em Pequim, nos dias 11 e 13 de fevereiro.

## Medalhistas
| Ouro   | HUN Shaoang Liu       |
| Prata  | ROC Konstantin Ivliev |
| Bronze | CAN Steven Dubois     |

## Recordes
Antes desta competição, os recordes mundiais e olímpicos da prova eram os seguintes:
| Tipo | Atleta    | Tempo    | Local          | Data                    |
| ---- | --------- | -------- | -------------- | ----------------------- |
|      | Wu Dajing | 39.505 s | Salt Lake City | 11 de novembro de 2018  |
|      | Wu Dajing | 39.584 s | Gangneung      | 22 de fevereiro de 2018 |

## Resultados

### Eliminatórias
| Pos. | Bateria | Atleta               | País               | Tempo     | Notas |
| ---- | ------- | -------------------- | ------------------ | --------- | ----- |
| 1    | 1       | Shaolin Sándor Liu   | HUN Hungria        | 40.948    | Q     |
| 2    | 1       | Sébastien Lepape     | FRA França         | 42.081    | Q     |
| 3    | 1       | Kota Kikuchi         | JPN Japão          | 42.176    |       |
| 9    | 1       | Lee June-seo         | KOR Coreia do Sul  | 99        | PEN   |
| 1    | 2       | Ren Ziwei            | CHN China          | 40.669    | Q     |
| 2    | 2       | Adil Galiakhmetov    | KAZ Cazaquistão    | 40.722    | Q     |
| 3    | 2       | Brendan Corey        | AUS Austrália      | 41.097    |       |
| 4    | 2       | Maxime Laoun         | CAN Canadá         | Sem marca |       |
| 1    | 3       | Steven Dubois        | CAN Canadá         | 40.399    | Q     |
| 2    | 3       | Pavel Sitnikov       | ROC                | 40.591    | Q     |
| 3    | 3       | Andrea Cassinelli    | ITA Itália         | 42.791    |       |
| 4    | 3       | Oleh Handei          | UKR Ucrânia        | 44.163    |       |
| 1    | 4       | Denis Nikisha        | KAZ Cazaquistão    | 40.482    | Q     |
| 2    | 4       | Jordan Pierre-Gilles | CAN Canadá         | 40.488    | Q     |
| 3    | 4       | Stijn Desmet         | BEL Bélgica        | 40.585    | q     |
| 4    | 4       | Katsunori Koike      | JPN Japão          | 41.199    |       |
| 1    | 5       | Konstantin Ivliev    | ROC                | 40.272    | Q     |
| 2    | 5       | John-Henry Krueger   | HUN Hungria        | 40.407    | Q     |
| 3    | 5       | Roberts Krūzbergs    | LAT Letônia        | 40.430    | q     |
| 4    | 5       | Quentin Fercoq       | FRA França         | 40.548    |       |
| 1    | 6       | Abzal Azhgaliyev     | KAZ Cazaquistão    | 40.870    | Q     |
| 2    | 6       | Hwang Dae-heon       | KOR Coreia do Sul  | 40.971    | Q     |
| 3    | 6       | Ryan Pivirotto       | USA Estados Unidos | 41.018    | q     |
| 4    | 6       | Itzhak de Laat       | NED Países Baixos  | No time   |       |
| 1    | 7       | Shaoang Liu          | HUN Hungria        | 40.797    | Q     |
| 2    | 7       | Vladislav Bykanov    | ISR Israel         | 40.900    | Q     |
| 3    | 7       | Sun Long             | CHN China          | 42.871    | ADV   |
| 9    | 7       | Jens van 't Wout     | NED Países Baixos  | 99        | PEN   |
| 1    | 8       | Wu Dajing            | CHN China          | 40.230    | Q     |
| 2    | 8       | Pietro Sighel        | ITA Itália         | 40.350    | Q     |
| 3    | 8       | Sidney Chu           | HKG Hong Kong      | 44.857    |       |
| 4    | 8       | Dylan Hoogerwerf     | NED Países Baixos  | Sem marca |       |

### Quartas de final
| Pos. | Bateria | Atleta               | País               | Tempo     | Notas |
| ---- | ------- | -------------------- | ------------------ | --------- | ----- |
| 1    | 1       | Denis Nikisha        | KAZ Cazaquistão    | 40.355    | Q     |
| 2    | 1       | Pavel Sitnikov       | ROC                | 40.643    | Q     |
| 3    | 1       | Ren Ziwei            | CHN China          | 40.714    |       |
| 4    | 1       | Sun Long             | CHN China          | 40.779    |       |
| 5    | 1       | Adil Galiakhmetov    | KAZ Cazaquistão    | 40.925    |       |
| 1    | 2       | Wu Dajing            | CHN China          | 40.528    | Q     |
| 2    | 2       | Pietro Sighel        | ITA Itália         | 40.644    | Q     |
| 3    | 2       | Roberts Krūzbergs    | LAT Letônia        | 40.694    | q     |
| 4    | 2       | Shaolin Sándor Liu   | HUN Hungria        | 40.700    |       |
| 5    | 2       | Sébastien Lepape     | FRA França         | 46.814    |       |
| 1    | 3       | Konstantin Ivliev    | ROC                | 40.351    | Q     |
| 2    | 3       | Hwang Dae-heon       | KOR Coreia do Sul  | 40.636    | Q     |
| 3    | 3       | Abzal Azhgaliyev     | KAZ Cazaquistão    | 40.643    | q     |
| 4    | 3       | Stijn Desmet         | BEL Bélgica        | 40.718    |       |
| 5    | 3       | John-Henry Krueger   | HUN Hungria        | 40.844    |       |
| 1    | 4       | Shaoang Liu          | HUN Hungria        | 40.386    | Q     |
| 2    | 4       | Steven Dubois        | CAN Canadá         | 40.494    | Q     |
| 3    | 4       | Vladislav Bykanov    | ISR Israel         | 41.157    |       |
| 4    | 4       | Ryan Pivirotto       | USA Estados Unidos | 41.841    |       |
| 5    | 4       | Jordan Pierre-Gilles | CAN Canadá         | Sem marca |       |

### Semifinais
| Pos. | Bateria | Atleta            | País              | Tempo  | Notas |
| ---- | ------- | ----------------- | ----------------- | ------ | ----- |
| 1    | 1       | Konstantin Ivliev | ROC               | 40.655 | QA    |
| 2    | 1       | Pietro Sighel     | ITA Itália        | 40.847 | QA    |
| 3    | 1       | Pavel Sitnikov    | ROC               | 40.848 | QB    |
| 4    | 1       | Denis Nikisha     | KAZ Cazaquistão   | 41.005 | QB    |
| 5    | 1       | Roberts Krūzbergs | LAT Letônia       | 41.870 |       |
| 1    | 2       | Shaoang Liu       | HUN Hungria       | 40.157 | QA    |
| 2    | 2       | Abzal Azhgaliyev  | KAZ Cazaquistão   | 40.462 | QA    |
| 3    | 2       | Wu Dajing         | CHN China         | 40.478 | QB    |
| 4    | 2       | Steven Dubois     | CAN Canadá        | 40.825 | ADVA  |
| 9    | 2       | Hwang Dae-heon    | KOR Coreia do Sul | 99     | PEN   |

### Finais

#### Final B
| Pos. | Atleta            | País            | Tempo  | Notas |
| ---- | ----------------- | --------------- | ------ | ----- |
| 6    | Wu Dajing         | CHN China       | 41.157 |       |
| 7    | Pavel Sitnikov    | ROC             | 41.217 |       |
| 8    | Denis Nikisha     | KAZ Cazaquistão | 41.329 |       |
| 9    | Roberts Krūzbergs | LAT Letônia     | 41.465 |       |

#### Final A
| Pos. | Atleta            | País            | Tempo     | Notas |
| ---- | ----------------- | --------------- | --------- | ----- |
| 1    | Shaoang Liu       | HUN Hungria     | 40.338    |       |
| 2    | Konstantin Ivliev | ROC             | 40.431    |       |
| 3    | Steven Dubois     | CAN Canadá      | 40.669    |       |
| 4    | Abzal Azhgaliyev  | KAZ Cazaquistão | 40.869    |       |
| 5    | Pietro Sighel     | ITA Itália      | Sem marca |       |

Legenda
| Recorde mundial      | Recorde mundial (World record)               |                       | Recorde africano                      | Recorde africano (African) |                                           | Q | Classificado por posição (Qualified) |
| Recorde olímpico     | Recorde olímpico (Olympic record)            | Recorde da América    | Recorde da América (Americas)         | q                          | Classificado por melhor tempo (Qualified) |   |                                      |
| Melhor marca do ano  | Melhor marca do ano (World leading)          | Recorde asiático      | Recorde asiático (Asian)              | DNS                        | Não largou (Did not start)                |   |                                      |
| Recorde nacional     | Recorde nacional (National record)           | Recorde europeu       | Recorde europeu (European)            | DNF                        | Não terminou (Did not finish)             |   |                                      |
| Recorde pessoal      | Recorde pessoal do atleta (Personal best)    | Recorde da Oceania    | Recorde da Oceania (Oceania)          | DSQ / DQ                   | Desclassificado (Disqualified)            |   |                                      |
| Recorde da temporada | Recorde da temporada do atleta (Season best) | Recorde sul-americano | Recorde sul-americano (South America) | NM                         | Sem marca (No mark)                       |   |                                      |

### Patinação de velocidade
| Recorde de pista | Recorde da pista (Track record)               |  |  |
| QA               | Classificado para a final A                   |  |  |
| QB               | Classificado para a final B                   |  |  |
| ADV              | Classificado após decisão arbitral (Advanced) |  |  |
| PEN              | Pênalti                                       |  |  |
| YC               | Cartão amarelo (Yellow Card)                  |  |  |